# إيلومبي مبويو
إيلومبي مبويو (بالفرنسية: Ilombe Mboyo) (22 أبريل 1987 بكينشاسا في الكونغو الديمقراطية - ) هو لاعب كرة قدم بلجيكي في مركز الهجوم لعب سابقاً في نادي الرائد .

## وصلات خارجية
- إيلومبي مبويو على موقع الاتحاد البلجيكي (الإنجليزية)
- إيلومبي مبويو على موقع قاعدة بيانات كرة القدم.إي يو (الإنجليزية)
- إيلومبي مبويو على موقع ناشيونال فوتبول تيمز (الإنجليزية)
- إيلومبي مبويو على موقع Soccerway.com (الإنجليزية)
- إيلومبي مبويو على موقع عالم كرة القدم.نت (الإنجليزية)
- إيلومبي مبويو على موقع AS.com (الإسبانية)